# Кисела, Франтишек
Франтишек Кисела (чеш. František Kysela, род. 4 сентября 1881 г. Коуржим — 2 февраля 1941 г. Прага) — чешский живописец, график дизайнер, театральный художник, автор герба Чехословацкой республики.

Большой герб Чехословацкой Республики, разработанный Франтишеком Киселой

## Биография
Кроме занятий живописью, Ф.Кисела проявил себя в первую очередь как выдающийся дизайнер. Работал в стиле Ар-деко. Неоднократно сотрудничал с архитекторами Павелом Янаком и Йозефои Гочаром, разрабатывая для проектируемых зданий интерьеры помещений. Также разрабатывал рисунки для промышленных изделий: тканей, гобеленов, других видов текстильной продукции. Был членом общества художников «Артель» (1908—1934). Ф.Кисела занимался также художественной керамикой, создавал многочисленные плакаты, иллюстрировал литературу.

## Избранные работы
- в сотрудничестве с архитектором Йозефом Гочаром. Интерьеры залов в здании Банка Чешских легионов в Праге (1921—1923)
- настенная живопись и художественные ткани для замка семьи Бартона в Нове Место над Метуй (1922)
- цикл из восьми гобеленов на темы Ремёсла для чехословацкого выставочного павильона на Пврижской всемирной выставке 1925 года
- в сотрудничестве с архитектором Франтишеком Ротом. Реставрационные работы в здании Городской книговни в Праге (окончание работ в 1928 году)
- Оконная роза (розетта) западного портала Собора Святого Вита.